# Монтескудо-Монте Коломбо
Монтеску̀до-Мо̀нте Коло̀мбо (на италиански: Montescudo-Monte Colombo, на местен диалект: Mont Scud Mont Colomb, Монт Скуд Монт Коломб) е община в Северна Италия, провинция Римини, регион Емилия-Романя. Административен център на общината е село Монте Коломбо (Monte Colombo), което е разположено на 328 m надморска височина. Населението на общината е 6852 души (към 2018 г.).
Общината е създадена в 1 януари 2016 г. Тя се състои от предшествуващите общини Монтескудо и Монте Коломбо.